# Рушенене, Емелия Миколовна
Емелия Миколовна Рушенене (лит. Emelija Rušėnienė; род. 1921 год) — Герой Социалистического Труда (1971).

## Биография
Родилась в 1921 году в Ажусеняе.
В 1958—1973 годах — свинарка совхоза «Онушкис» Рокишкского района Литовской ССР.
Заслуженный работник сельского хозяйства Литовской ССР (1968).
Досрочно выполнила личные социалистические обязательства и плановые производственные задания Восьмой пятилетки (1966—1970) по свиноводству. 8 апреля 1971 года Указом Президиума Верховного Совета СССР удостоен звания Героя Социалистического Труда «за выдающиеся успехи, достигнутые в развитии сельскохозяйственного производства и выполнении пятилетнего плана продажи государству продуктов земледелия и животноводства» с вручением ордена Ленина и золотой медали Серп и Молот.
Умерла после 1987 года в Литве.